# Роккаку Садайорі
Роккаку Садайорі (1495 — 21 січня 1552) — даймьо і канрей періоду Сенґоку. В його правління відбувається найбільше посилення роду Роккаку.

## Життєпис
Другий син даймьо Роккаку Такайорі. Народився 1495 року. 1504 році стає ченцем в Кіото. У 1516 року після важкого поранення брата — даймьо Роккаку Удзіцуни відкликало до резиденції Каннондзі. У 1518 році після смерті останнього стає новим даймьо, але фактичну владу зберіг батько. Того ж року з військом рушив на допомогу канрей Хосокава Такакуні, сприяв перемозі того над Хосокава Сумімото 1519 року. 1520 року після смерті батька стає повновладним володарем півдня провінції Омі.
З 1527 році брав участь у війні Хосокава Такакуні проти Хосокава Харумото на боці першого. У 1532 році надав притулок на своїх землях сьогуну Асікаґа Йосіхару, який втік з Кіото й перебував під фактичним захистом Садайорі до свого повернення до столиці 1535 року. Після цього зміг замиритися з канрей Хосокава Харумото. Ще 1532 році за підтримку військ монастиря Енрякудзі та містян Кіото завдав поразки загонам ченців монастиря Хонгандзі, знищивши їх резиденцію Ямасіна, внаслідок чого ті перебралися до Осаки, де заснували нову резиденцію — Ісіяму.
У 1545 році виступив на боці Харумото проти Хосокава Удзіцуна. У 1546 році Роккаку Садайорі призначено новим канрей. Вправно маневрував, намагаючись зберегти власні володіння та відновити владу бакуфу в землях навколо Кіото. У 1549 році надав допомогу нову сьогуну Асікаґа Йосітеру, який вимушений був тікати до провінції Омі. В подальшому фактично очолив війську проти Мійосі Нагайосі. Помер Роккаку Садайорі 1552 року. Владу успадкував син Роккаку Йосіката.